# FourFourTwo
FourFourTwo is een voetbaltijdschrift dat door het Britse Future in ongeveer twintig landen wordt uitgegeven. Het magazine, dat sinds 1994 maandelijks verschijnt, dankt zijn titel aan de gelijknamige voetbalformatie. FourFourTwo besteedt naast de Premier League veel aandacht aan de grote Europese voetbalcompetities en internationale topspelers.

## Nederlandstalige editie
De Nederlandstalige uitgave van FourFourTwo was in Nederland en België verkrijgbaar van december 2018 tot juli 2019. Al eerder verschenen er losse artikelen van het Britse medium in het tijdschrift en op de website van Voetbal International. In april 2019 ging de Nederlandse uitgave van FourFourTwo een samenwerking aan met VTBL, het nieuwe voetbalplatform van RTL 7. Door tegenvallende kijkcijfers van het gelijknamige praatprogramma met Humberto Tan werd het platform in juli 2019 stopgezet. Daarmee kwam ook automatisch een einde aan het printmagazine.

## 50 beste voetballers aller tijden
FourFourTwo presenteert op haar website bijna dagelijks diverse ranglijsten op voetbalgebied. Begin 2021 presenteerde het de lijst met de 50 beste voetballers aller tijden.
|    | Speler                  | Hoogtepunt carrière volgens FourFourTwo |
| -- | ----------------------- | --- |
| 1  | Diego Maradona          | Het doelpunt van de eeuw tegen Engeland in de WK-kwartfinale van 1986 en het behalen van de wereldtitel met Argentinië.                                          |
| 2  | Lionel Messi            | Zijn kopbal over Edwin van der Sar in de Champions League-finale van 2009 die de zege voor Barcelona op Manchester United veiligstelde.                          |
| 3  | Pelé                    | Het duizendste doelpunt uit zijn carrière in het Maracanã op 19 november 1969.                                                                                   |
| 4  | Johan Cruijff           | Zijn dribbel tegen Zweden op het WK van 1974. |
| 5  | Cristiano Ronaldo       | Zijn doelpunt namens Manchester United in de Champions League-finale van 2008 en eerste uitverkiezing tot Wereldvoetballer van het jaar.                         |
| 6  | Alfredo Di Stéfano      | Zijn hattrick namens Real Madrid in de Europacup I-finale van 1960 tegen Eintracht Frankfurt.                                                                    |
| 7  | Franz Beckenbauer       | De Europacup I-finale van 1976 waarin hij als aanvoerder van Bayern München de derde Europese titel op rij veiligstelde.                                         |
| 8  | Zinédine Zidane         | Zijn twee doelpunten in de WK-finale van 1998 waarbij hij ondanks scepsis over zijn oproep voor het nationale elftal Frankrijk op weg hielp naar de wereldtitel. |
| 9  | Ferenc Puskás           | Zijn vier doelpunten namens Real Madrid in de Europacup I-finale van 1960 tegen Eintracht Frankfurt.                                                             |
| 10 | Ronaldo                 | Zijn twee doelpunten namens Brazilië in de WK-finale van 2002 die de comeback bezegelden na twee jaar zwaar blessureleed.                                        |
| 11 | Garrincha               | Zijn invloed op het spel van de Braziliaanse ploeg bij het winnen van de wereldtitel in 1962.                                                                    |
| 12 | Michel Platini          | Zijn winnende doelpunt in de laatste minuut van de verlenging namens Frankrijk tegen Portugal tijdens de halve finale van het EK 1984.                           |
| 13 | Marco van Basten        | De volley over keeper Rinat Dasajev in de EK-finale van 1988 waarmee hij Nederland de eerste en enige internationale prijs bezorgde.                             |
| 14 | George Best             | Zijn optreden tegen Benfica in de Europacup I-finale van 1968 waardoor Manchester United de eerste Engelse winnaar werd.                                         |
| 15 | Franco Baresi           | De Milanese derby van 1989 waarbij hij na een schop van Jürgen Klinsmann meer dan een uur doorspeelde met een gebroken arm.                                      |
| 16 | Zico                    | De Europese overstap van een Braziliaanse topspeler naar Udinese in 1983, ondanks aanbiedingen van AS Roma en AC Milan.                                          |
| 17 | Gerd Müller             | Zijn beslissende doelpunt in de WK-finale van 1974 waarmee hij West-Duitsland de wereldtitel bezorgde.                                                           |
| 18 | Giuseppe Meazza         | Zijn twee doelpunten namens Italië tegen Engeland tijdens de Battle of Highbury in 1934.                                                                         |
| 19 | Bobby Charlton          | Zijn invloedrijke rol en twee doelpunten namens Manchester United tegen Benfica in de Europacup I-finale van 1968.                                               |
| 20 | Paolo Maldini           | Zijn succesvolle samenwerking bij AC Milan met Franco Baresi en later Alessandro Nesta. Met de eerste werd hij ongeslagen kampioen van de Serie A.               |
| 21 | Romário                 | Als beste speler van het WK 1994 was hij met vijf doelpunten in zeven duels beslissend in het behalen van de wereldtitel.                                        |
| 22 | Lev Jasjin              | Zijn bijdrage aan het behalen van de eerste EK-titel voor de Sovjet-Unie in 1960.                                                                                |
| 23 | Eusébio                 | Het winnen van de Ballon d'Or in 1965 waarmee hij Inter-grootheden Giacinto Facchetti en Luis Suárez aftroefde.                                                  |
| 24 | Ronaldinho              | Als onderdeel van een aanvallend trio met Rivaldo en Ronaldo de wereldtitel winnen in 2002.                                                                      |
| 25 | Carlos Alberto          | Het laatste doelpunt namens Brazilië in de WK-finale van 1970 waarin het teamspel van een van de beste voetbalploegen uit de historie tot uitdrukking kwam.      |
| 26 | Valentino Mazzola       | Zijn 29 doelpunten als centrale middenvelder van Torino in het kampioensjaar 1946/47 waarmee hij Italiaans topscorer werd.                                       |
| 27 | Bobby Moore             | Als aanvoerder namens Engeland de wereldbeker in ontvangst nemen van de Britse koningin Elizabeth II in 1966.                                                    |
| 28 | Sócrates                | Definieerde een hele generatie Braziliaanse voetballers met zijn optredens op de WK's van 1982 en 1986.                                                          |
| 29 | Raymond Kopa            | Als eerste Fransman de Europacup I winnen in 1957. |
| 30 | Lothar Matthäus         | Als aanvoerder van West-Duitsland de wereldtitel winnen in 1990.                                                                                                 |
| 31 | José Manuel Moreno      | Zijn vier deelnames aan de Copa America namens Argentinië en de titelwinst in 1941 en 1947.                                                                      |
| 32 | Paolo Rossi             | Het winnen van de wereldtitel in 1982 en zijn hattrick in de groepsfase tegen favoriet Brazilië.                                                                 |
| 33 | Günter Netzer           | De ster op het EK 1972 en de titelwinst met West-Duitsland. |
| 34 | Stanley Matthews        | Zijn optreden namens Blackpool in de FA Cup-finale van 1953. |
| 35 | Luis Suárez             | In de zomer van 1964 zowel de Europacup I winnen met Internazionale als Europees kampioen worden met Spanje.                                                     |
| 36 | Paco Gento              | Als aanvoerder van Real Madrid de Europacup I winnen in 1966. |
| 37 | Ruud Gullit             | Winnaar van de Ballon d'Or in 1987 en een half jaar later als aanvoerder Europees kampioen worden met Nederland.                                                 |
| 38 | Gianni Rivera           | De assists op Jose Altafini die AC Milan de Europacup I-zege bezorgden in 1963.                                                                                  |
| 39 | Nándor Hidegkuti        | Het eerste doelpunt in de Match of the Century tussen de Magische Magyaren en Engeland in 1953.                                                                  |
| 40 | Kenny Dalglish          | Zijn boogbal namens Liverpool in de Europacup I-finale van 1978 tegen Club Brugge.                                                                               |
| 41 | Gianluigi Buffon        | Het winnen van de wereldtitel in 2006 met Italië en de uitverkiezing tot beste keeper van het toernooi.                                                          |
| 42 | Matthias Sindelar       | Het bereiken van de WK-halve finale in 1934 als aanvoerder van het Oostenrijkse Wunderteam.                                                                      |
| 43 | Fritz Walter            | Het winnen van de wereldtitel in 1954 als aanvoerder van West-Duitsland en zijn betrokkenheid bij twee doelpunten in de finale.                                  |
| 44 | Didi                    | Zijn twee wereldtitels met Brazilië en uitverkiezing tot beste speler van het WK in 1958.                                                                        |
| 45 | Oleh Blochin            | Zijn drie doelpunten namens Dynamo Kiev tijdens de UEFA Super Cup in 1975 tegen tweevoudig Europacup I-winnaar Bayern München.                                   |
| 46 | Juan Alberto Schiaffino | Zijn aandeel in de wereldtitel van Uruguay in 1950. |
| 47 | Rivellino               | Het winnen van de wereldtitel met Brazilië in 1970, inclusief zijn doelpunt tegen Tsjecho-Slowakije.                                                             |
| 48 | Michael Laudrup         | Het winnen van de Europacup I met Barcelona in 1992 na vier jaar van dominantie met het Dream Team.                                                              |
| 49 | Nílton Santos           | Het winnen van twee wereldtitels met Brazilië in 1958 en 1962.                                                                                                   |
| 50 | Xavi                    | Het winnen van de wereldtitel met Spanje en de landstitel met Barcelona in 2010.                                                                                 |